# Збірна Оману з футболу
Збірна Оману по футболу — національна футбольна збірна Оману, контролюється Оманською футбольною асоціацією.
Станом на 3 квітня 2025 посідає 77-e місце у рейтингу футбольних збірних світу.

## Виступи на міжнародних турнірах

### Чемпіонат світу
- з 1930 по 1982 — не брала участь
- 1986 — забрала заявку
- 1982 до 2018 — не пройшла кваліфікацію

### Кубок Азії
- з 1956 по 1980 — не брала участь
- 1984 — не пройшла кваліфікацію
- 1988 — не брала участь
- 1992 по 2000 — не пройшла кваліфікацію
- 2004 — груповий етап
- 2007 — груповий етап
- 2011 — не пройшла кваліфікацію
- 2015 — груповий етап
- 2019 — ⅛ фіналу